# Nasr-1
El Nasr-1 (persa: نصر-۱) es un misil de crucero antibuque iraní. Según su catálogo de exportación, puede destruir objetivos de 1.500 toneladas, como pequeñas fragatas. El misil Nasr-1 puede ser lanzado tanto desde bases terrestres como desde embarcaciones militares en alta mar, y está siendo modificado para ser disparado desde helicópteros y submarinos.
El misil tiene un cuerpo en forma de cigarrillo con cuatro grandes aletas plegables unidas a la parte media y cuatro más pequeñas unidas al extremo del misil cerca del escape.
En diciembre de 2008, una fuerza naval iraní probó con éxito el Nasr-1 tierra-tierra durante la etapa final de los juegos de guerra "Unity 87" en las aguas del Golfo Pérsico. Tras el exitoso lanzamiento de prueba, el 7 de marzo de 2010, el ministro de Defensa de Irán anunció la producción en masa de misiles Nasr-1.
A principios de 2012, durante los juegos de guerra Velayet-e 90, se probó desde TEL terrestres.v El 10 de febrero de 2013, el jefe de la Organización de Industrias de Aviación de Irán anunció que en una semana se probará una versión lanzada desde el aire de los misiles de crucero antibuque Qader y Nasr-1. También tiene una versión lanzada desde submarino llamada Jask-2.
El Nasr-1 supuestamente puede ser una copia del misil chino de corto alcance C-704. short range missile.